# USS Tarawa (CV-40)
Pour les autres navires du même nom, voir USS Tarawa.
L’USS Tarawa (CV-40) est l'un des 24 porte-avions de classe Essex de l'United States Navy. En service de fin 1945 à 1960, il est nommé d'après la sanglante bataille de Tarawa qui eut lieu en novembre 1943 pendant la Seconde Guerre mondiale, opposant le Japon aux États-Unis sur le théâtre Asie-Pacifique.

## Histoire du service
Sa construction est lancée alors que les États-Unis sont encore en guerre mais il ne sera opérationnel pour le service qu'en décembre 1945, quelques mois après l'arrêt des hostilités.
L'USS Tarawa a notamment participé à l'opération Deep Water, exercice naval de l'OTAN en mer Méditerranée en vue de protéger le détroit des Dardanelles d'une éventuelle invasion soviétique en septembre 1957 et à l'opération Argus (séries d'essais nucléaires menés en août et septembre 1958 par le département de la Défense des États-Unis au-dessus de l'Atlantique Sud).
Le porte-avions sera mis hors service en 1960 puis démoli en 1967.